# Mexobisium guatemalense
Mexobisium guatemalense är en spindeldjursart som beskrevs av William B. Muchmore 1973. Mexobisium guatemalense ingår i släktet Mexobisium och familjen Bochicidae. Inga underarter finns listade i Catalogue of Life.